# Batis de Boulton
La batis de Boulton (Batis margaritae) és un ocell de la família dels platistèirids (Platysteiridae).

## Hàbitat i distribució
Habita la selva pluvial del Morro do Moco, a l'oest d'Angola i les muntanyes del nord-oest de Zàmbia i l'adjacent extrem sud-est de la República Democràtica del Congo.